# Viala-du-Tarn
 Viala-du-Tarn  (en occitano Lo Vialar) es una población y comuna francesa, situada en la región de Mediodía-Pirineos, departamento de Aveyron, en el distrito de Millau y cantón de Saint-Beauzély.

## Demografía
| 826 | 671 | 581 | 539 | 533 | 525 |
| Para los censos de 1962 a 1999 la población legal corresponde a la población sin duplicidades (Fuente: INSEE [Consultar]) |     |     |     |     |     |